# Desigualdade das médias
A desigualdade das médias afirma que a média aritmética é maior ou igual à média geométrica e esta maior ou igual à média harmônica. 
Mais precisamente falando, seja {\displaystyle \{x_{1},x_{2},\ldots ,x_{n}\}} um conjunto não vazio de números reais positivos então:
{\displaystyle {\frac {1}{n}}\sum _{i=1}^{n}x_{i}\geq {\sqrt[{n}]{\prod _{i=1}^{n}x_{i}}}\geq {\frac {n}{\sum _{i=1}^{n}\left({\frac {1}{x_{i}}}\right)}}}
onde {\displaystyle \sum _{i=1}^{n}x_{i}=x_{1}+x_{2}+\ldots +x_{n}}, veja somatório.
e {\displaystyle \prod _{i=1}^{n}x_{i}=x_{1}\cdot x_{2}\cdots x_{n}}, veja produtório.

## Demonstração do caso n=2
Queremos mostrar que:
{\displaystyle {\frac {x_{1}+x_{2}}{2}}\geq {\sqrt {x_{1}\cdot x_{2}}}\geq {\frac {2}{{\frac {1}{x_{1}}}+{\frac {1}{x_{2}}}}}}
Como {\displaystyle x_{1}} e {\displaystyle x_{2}} são reais, temos:
{\displaystyle (x_{1}-x_{2})^{2}\geq 0}
Expandindo, temos:
{\displaystyle x_{1}^{2}-2x_{1}x_{2}+x_{2}^{2}\geq 0}
Somando {\displaystyle 4x_{1}x_{2}}, obtemos:
{\displaystyle x_{1}^{2}+2x_{1}x_{2}+x_{2}^{2}\geq 4x_{1}x_{2}}
Assim:
{\displaystyle (x_{1}+x_{2})^{2}\geq 4x_{1}x_{2}}
Assumindo como sendo números positivos, podemos tomar a raiz quadrada e dividir por 2:
{\displaystyle {\frac {x_{1}+x_{2}}{2}}\geq {\sqrt {x_{1}x_{2}}}}
A primeira desigualdade segue. Para mostrar a segunda, escreva esta última como:
{\displaystyle {\frac {2}{x_{1}+x_{2}}}\leq {\frac {1}{\sqrt {x_{1}x_{2}}}}}
Multiplique ambos os lados por :{\displaystyle x_{1}x_{2}}:
{\displaystyle {\frac {2x_{1}x_{2}}{x_{1}+x_{2}}}\leq {\sqrt {x_{1}x_{2}}}}
E observe que esta é justamente a desigualdade que procuramos, pois:
{\displaystyle {\frac {2x_{1}x_{2}}{x_{1}+x_{2}}}={\frac {2}{\frac {x_{1}+x_{2}}{x_{1}x_{2}}}}={\frac {2}{{\frac {1}{x_{1}}}+{\frac {1}{x_{2}}}}}}
E o resultado segue.

## Demonstração no cason=2k{\displaystyle n=2^{k}}
Queremos a igualdade para {\displaystyle n=2^{k}}, com k inteiro positivo.
Procederemos por indução em k:
O caso k=1, já foi demonstrado.
Suponha então que a desigualdade é valida para um certo k positivo, escreva para {\displaystyle n=2^{k}}:
{\displaystyle {\frac {1}{2n}}\sum _{i=1}^{2n}x_{i}={\frac {1}{2n}}\left[\sum _{i=1}^{n}x_{i}+\sum _{i=n+1}^{2n}x_{i}\right]}
Aplique a desigualdade da média com dois elementos:
{\displaystyle {\frac {1}{2n}}\sum _{i=1}^{2n}x_{i}\geq {\sqrt {\left(\sum _{i=1}^{n}x_{i}\right)\cdot \left(\sum _{i=n+1}^{2n}x_{i}\right)}}}
Agora, aplique a desigualdade para n elementos em cada um dos termos:
{\displaystyle {\frac {1}{2n}}\sum _{i=1}^{2n}x_{i}\geq {\sqrt {{\sqrt[{n}]{\prod _{i=1}^{n}x_{i}}}\cdot {\sqrt[{n}]{\prod _{i=n+1}^{2n}x_{i}}}}}}
E assim, conclua:
{\displaystyle {\frac {1}{2n}}\sum _{i=1}^{2n}x_{i}\geq {\sqrt[{2n}]{\prod _{i=1}^{2n}x_{i}}}}
E a primeira desigualdade segue pois {\displaystyle 2n=2\cdot 2^{k}=2^{k+1}}
Usemos o mesmo procedimento para demonstrar a segunda desigualdade:
{\displaystyle {\sqrt[{2n}]{\prod _{i=1}^{2n}x_{i}}}={\sqrt {{\sqrt[{n}]{\prod _{i=1}^{n}x_{i}}}\cdot {\sqrt[{n}]{\prod _{i=n+1}^{2n}x_{i}}}}}}
{\displaystyle {\sqrt[{2n}]{\prod _{i=1}^{2n}x_{i}}}\geq {\frac {2}{{\frac {1}{\sqrt[{n}]{\displaystyle \prod _{i=1}^{n}x_{i}}}}+{\frac {1}{\sqrt[{n}]{\displaystyle \prod _{i=n+1}^{2n}x_{i}}}}}}}
{\displaystyle {\sqrt[{2n}]{\prod _{i=1}^{2n}x_{i}}}\geq {\frac {2n}{\displaystyle \sum _{i=1}^{n}{\frac {1}{x_{i}}}+\displaystyle \sum _{i=n+1}^{2n}{\frac {1}{x_{i}}}}}}
{\displaystyle {\sqrt[{2n}]{\prod _{i=1}^{2n}x_{i}}}\geq {\frac {2n}{\displaystyle \sum _{i=1}^{2n}{\frac {1}{x_{i}}}}}}
E a segunda desigualdade segue.

## Demonstração do caso geral
Completaremos a demonstração, mostrando que se a desigualdade for válida para n termos, então também é válida para n-1 termos.
Suponha, então, que a desigualdade é válida para um número inteiro n maior que 1, ou seja:
{\displaystyle {\frac {1}{n}}\sum _{i=1}^{n}x_{i}\geq {\sqrt[{n}]{\prod _{i=1}^{n}x_{i}}}\geq {\frac {n}{\sum _{i=1}^{n}\left({\frac {1}{x_{i}}}\right)}}}
Escreva:
- {\displaystyle p={\frac {1}{n-1}}\sum _{i=1}^{n-1}x_{i}}
- {\displaystyle q={\sqrt[{n-1}]{\prod _{i=1}^{n-1}x_{i}}}}
- {\displaystyle r={\frac {n-1}{\displaystyle \sum _{i=1}^{n-1}\left({\frac {1}{x_{i}}}\right)}}}

Queremos mostrar que {\displaystyle p\geq q\geq r}
Substitua {\displaystyle x_{n}=q\,}
{\displaystyle {\frac {1}{n}}\left(\sum _{i=1}^{n-1}x_{i}+q\right)\geq {\sqrt[{n}]{q\prod _{i=1}^{n-1}x_{i}}}\geq {\frac {n}{\sum _{i=1}^{n-1}\left({\frac {1}{x_{i}}}\right)+{\frac {1}{q}}}}}
Observe que:
{\displaystyle {\sqrt[{n}]{q\prod _{i=1}^{n-1}x_{i}}}={\sqrt[{n}]{qq^{n-1}}}=q}
Assim temos, da primeira desigualdade:
{\displaystyle {\frac {1}{n}}\left(\sum _{i=1}^{n-1}x_{i}+q\right)\geq q}
Rearranjando, temos:
{\displaystyle p={\frac {1}{n-1}}\sum _{i=1}^{n-1}x_{i}\geq q}
A segunda desigualdade diz:
{\displaystyle q\geq {\frac {n}{\sum _{i=1}^{n-1}\left({\frac {1}{x_{i}}}\right)+{\frac {1}{q}}}}}
O que equivale a:
{\displaystyle \sum _{i=1}^{n-1}\left({\frac {1}{x_{i}}}\right)+{\frac {1}{q}}\geq {\frac {n}{q}}}
ou:
{\displaystyle \sum _{i=1}^{n-1}\left({\frac {1}{x_{i}}}\right)\geq {\frac {n-1}{q}}}
Equivalente a:
{\displaystyle q\geq {\frac {n-1}{\sum _{i=1}^{n-1}\left({\frac {1}{x_{i}}}\right)}}=r}
O que completa a demonstração.

## Desigualdade entre as Médias Quadrática e Aritmética
Se, na desigualdade de Cauchy fizermos {\displaystyle b_{1}=b_{2}=b_{3}=...=b_{n}=1}, ela assume a forma:

{\displaystyle a_{1}+a_{2}+...+a_{n}}≤{\displaystyle \scriptstyle {\sqrt {{a_{1}}^{2}+{a_{2}}^{2}+{a_{3}}^{2}+...+{a_{n}}^{2}}}\scriptstyle {\sqrt {n}}}

Agora é só dividir os membros da desigualdade acima por {\displaystyle n}.
Finalmente:
{\displaystyle \scriptstyle {\sqrt {\frac {{a_{1}}^{2}+{a_{2}}^{2}+{a_{3}}^{2}+...+{a_{n}}^{2}}{n}}}}≥{\displaystyle {\frac {a_{1}+a_{2}+a_{3}+...+a_{n}}{n}}}